# 1935年のメジャーリーグベースボール
以下は、メジャーリーグベースボール（MLB）における1935年のできごとを記す。
1935年4月16日に開幕し10月7日に全日程を終え、ナショナルリーグはシカゴ・カブスが3年ぶり14度目のリーグ優勝を、アメリカンリーグはデトロイト・タイガースが2年連続5度目のリーグ優勝を飾った。
ワールドシリーズはデトロイト・タイガースがシカゴ・カブスを4勝2敗で破り、1907年以来5度目の出場でシリーズ初制覇した。
1934年のメジャーリーグベースボール - 1935年のメジャーリーグベースボール - 1936年のメジャーリーグベースボール

## できごと
アメリカンリーグは前年に続きデトロイト・タイガースが、ハンク・グリーンバーグ、チャーリー・ゲーリンジャー、ミッキー・カクレーンらが3割を打ち、そしてグース・ゴスリンも健在で、投手陣は トミー・ブリッジスが21勝、ロウが19勝でリーグ優勝した。
ナショナルリーグは前年3位のシカゴ・カブスが100勝を上げて、ハーマン、スタン・ハック、デマリー、ギャラン、ギャビー・ハートネット 捕手らが3割を打ち、投手陣でビル・リー、ロン・ワーネットがともに20勝してリーグ優勝した。ギャビー・ハートネットは打率.344で首位打者に及ばなかったがリーグMVPを獲得した。
ワールドシリーズはエースのトミー・ブリッジスが2勝しロウが1勝してタイガースが初めて優勝した。

### ハンク・グリーンバーグ
デトロイト・タイガースのハンク・グリーンバーグ一塁手はこの年152試合に出場、打率.328・本塁打36本・打点170という好成績を記録し、本塁打王と打点王のタイトルを獲得し、リーグMVPにも輝いた。1930年にタイガースと契約し、マイナーリーグでの3年間を経て1933年にメジャーデビューし打率.301を残した。以後1940年まで8年連続3割を打ち、通算で本塁打王と打点王を4回獲得している。1947年までの通算12年のうち9シーズン3割を打っている。1941年の日本軍の真珠湾攻撃でアメリカの世論が沸騰し、大戦に突入した際には自ら進んで兵役につき、終戦後の1945年のシーズン途中からメジャーリーグに戻ってきたが、この4年間の空白が無かったらもっといい成績がの残せたのにと悔やまれる。この2年後に本塁打58本でルースの60本まであと2本の成績を残している。

### ベーブ・ルースの引退
1932年にリーグ優勝した時まではベーブ・ルースは絶頂期は過ぎても主軸打者として活躍していた。1933年は成績が落ちてきたが打率.301、本塁打34本、打点103で実績を積み上げて通算本塁打700本が目前であった。しかし1934年になると急速に力の衰えが目立つようになった。この頃にルースはヤンキースの監督になることを描いていた。タイ・カッブもロジャース・ホーンスビーもフランキー・フリッシュも選手兼任で監督になっていた時代であったが、オーナーのルパートはルースの監督としての資質に疑問を持ち監督交代は考えていなかった。そして1934年に成績が落ちたことからオーナーは選手としてのルースに見切りをつけてこの年の2月にボストン・ブレーブスに放出した。そしてルースはブレーブスに移籍したが自分が当初思っていたものではなく、シーズン前半に28試合出場で打率.181で本塁打6本の成績で6月2日に引退した。これより前の5月25日の対パイレーツ戦で1試合3本の本塁打を含む4打数4安打を打って、これが野球の革命児ルースの最後の輝きであった。

### 史上初のナイター
1935年5月24日、シンシナティのレッドランド・パーク(クロスリー・フィールド)でメジャーリーグ初のナイトゲームが開催された。ナイトゲームは1893年にペンシルベニア州チェンバーズバーグ及びインディアナ州フォートウェインで行われた試合が最初の記録として残っていて、翌1894年にテキサス州ヒューストンでも行われている。いずれもマイナーリーグでの開催でその後は行われていなかったが、1929年の大恐慌の後の1930年にウエスタンリーグのディモインズ球団オーナーのリー・ケイザーが観客を呼び込む方策として夜間に試合を行うことを思いつき、不況とメジャーリーグの圧迫のために経済的な危機に直面していたマイナーリーグの各チームがことごとく夜間に移して試合を行い、期待通りの成果を挙げた。
これが当時シンシナティ・レッズのGMだったラリー・マクフェイルによってメジャーリーグでも実施されることになった。マクフェイルはブランチ・リッキーと大学時代の旧友であり、またマクフェイルを球界に引き入れたのもリッキーであった。カージナルスのマイナーリーグの球団経営に加わり、1933年にシンシナティ・レッズのゼネラル・マネージャーに就任すると、低迷する観客動員を改善するために思いついたのが、マイナーリーグ時代に実施したナイトゲームの開催であった。マクフェイルは1934年末のウインター・ミーティングでナイトゲーム開催の動議を出し、ナショナルリーグで年間7試合に限っての条件付きで認められた。それだけ他の大リーグ球団の反発が強く「電燈の下での野球」に対する違和感が根強かったことを示している。
そして5万ドルを投じてクロスリー・フィールドに8基の照明塔を設置し、1935年5月24日の夜にフランクリン・ルーズベルト大統領がホワイトハウス内に設けられたスイッチをonにして点燈された照明塔の下でシンシナティ・レッズ対フィラデルフィア・フィリーズの試合が開催された(試合は2-1でレッズが勝った）。観客は2万422人を集め、この年7試合開催したナイトゲームは平均1万8500人を集めたことで、最初は冷淡で乗り気でなかった他球団も競って照明設備を用意するようになった。当初の3年間は年間7試合しか認められず、全てシンシナティで行われたがやがて他球団もナイトゲームの開催に踏み切った。
ラリー・マクフェイルは、その後ブルックリン・ドジャーズ、そしてニューヨーク・ヤンキースのGMに就任している。

### その他
この年に アーカンソー州ホットスプリングスに最初の審判学校が開校した。

## 最終成績

### レギュラーシーズン
| 順 | チーム                           | 勝利 | 敗戦 | 勝率 | G差  |
| -- | -------------------------------- | ---- | ---- | ---- | ---- |
| 1  | デトロイト・タイガース           | 93   | 58   | .616 | --   |
| 2  | ニューヨーク・ヤンキース         | 89   | 60   | .597 | 3.0  |
| 3  | クリーブランド・インディアンス   | 82   | 71   | .536 | 12.0 |
| 4  | ボストン・レッドソックス         | 78   | 75   | .510 | 16.0 |
| 5  | シカゴ・ホワイトソックス         | 74   | 78   | .487 | 19.5 |
| 6  | ワシントン・セネタース           | 67   | 86   | .438 | 27.0 |
| 7  | セントルイス・ブラウンズ         | 65   | 87   | .428 | 28.5 |
| 8  | フィラデルフィア・アスレチックス | 58   | 91   | .389 | 34.0 |

| 順 | チーム                       | 勝利 | 敗戦 | 勝率 | G差  |
| -- | ---------------------------- | ---- | ---- | ---- | ---- |
| 1  | シカゴ・カブス               | 100  | 54   | .649 | --   |
| 2  | セントルイス・カージナルス   | 96   | 58   | .623 | 4.0  |
| 3  | ニューヨーク・ジャイアンツ   | 91   | 62   | .595 | 8.5  |
| 4  | ピッツバーグ・パイレーツ     | 86   | 67   | .562 | 13.5 |
| 5  | ブルックリン・ドジャース     | 70   | 83   | .458 | 29.5 |
| 6  | シンシナティ・レッズ         | 68   | 85   | .444 | 31.5 |
| 7  | フィラデルフィア・フィリーズ | 64   | 89   | .418 | 35.5 |
| 8  | ボストン・ブレーブス         | 38   | 115  | .248 | 61.5 |

### オールスターゲーム
- アメリカンリーグ 4 - 1 ナショナルリーグ

### ワールドシリーズ
- タイガース 4 - 2 カブス

| 10/2 – | カブス     | 3 | - | 0 |  | タイガース |
| 10/3 – | カブス     | 3 | - | 8 |  | タイガース |
| 10/4 – | タイガース | 6 | - | 5 |  | カブス     |
| 10/5 – | タイガース | 2 | - | 1 |  | カブス     |
| 10/6 – | タイガース | 1 | - | 3 |  | カブス     |
| 10/7 – | カブス     | 3 | - | 4 |  | タイガース |

## 個人タイトル

### アメリカンリーグ
| 項目   | 選手                         | 記録 |
| ------ | ---------------------------- | ---- |
| 打率   | バディ・マイヤー (WS1)       | .349 |
| 本塁打 | ジミー・フォックス (PHA)     | 36   |
| 本塁打 | ハンク・グリーンバーグ (DET) | 36   |
| 打点   | ハンク・グリーンバーグ (DET) | 170  |
| 得点   | ルー・ゲーリッグ (NYY)       | 125  |
| 安打   | ジョー・ボスミック (CLE)     | 216  |
| 盗塁   | ビリー・ワーバー (BOS)       | 29   |

| 項目   | 選手                       | 記録 |
| ------ | -------------------------- | ---- |
| 勝利   | ウェス・フェレル (BOS)     | 25   |
| 敗戦   | ボボ・ニューサム (SLA/WS1) | 18   |
| 防御率 | レフティ・グローブ (BOS)   | 2.70 |
| 奪三振 | トミー・ブリッジス (DET)   | 163  |
| 投球回 | ウェス・フェレル (BOS)     | 322⅓ |
| セーブ | ジャック・ノット (SLA)     | 7    |

### ナショナルリーグ
| 項目   | 選手                       | 記録 |
| ------ | -------------------------- | ---- |
| 打率   | アーキー・ヴォーン (PIT)   | .385 |
| 本塁打 | ウォーリー・バーガー (BSN) | 34   |
| 打点   | ウォーリー・バーガー (BSN) | 130  |
| 得点   | オージー・ギャラン (CHC)   | 133  |
| 安打   | ビリー・ハーマン (CHC)     | 227  |
| 盗塁   | オージー・ギャラン (CHC)   | 22   |

| 項目   | 選手                       | 記録 |
| ------ | -------------------------- | ---- |
| 勝利   | ディジー・ディーン (STL)   | 28   |
| 敗戦   | ベン・キャントウェル (BSN) | 25   |
| 防御率 | サイ・ブラントン (PIT)     | 2.58 |
| 奪三振 | ディジー・ディーン (STL)   | 190  |
| 投球回 | ディジー・ディーン (STL)   | 325⅓ |
| セーブ | ダッチ・レナード (BRO)     | 8    |

## 表彰
シーズンMVP
- アメリカンリーグ ： ハンク・グリーンバーグ （DET）
- ナショナルリーグ ： ギャビー・ハートネット （CHC）